# Manslagt
Das Warftendorf Manslagt war bis zur niedersächsischen Kommunalreform eine selbständige Gemeinde und schaut auf eine mehr als tausendjährige Geschichte zurück. Das Dorf liegt in einer ehemaligen Meeresbucht und war ursprünglich einmal eine Insel. Heute ist Manslagt ein Ortsteil der Gemeinde Krummhörn im Landkreis Aurich. In Manslagt leben 423 Einwohnerinnen und Einwohner (Stand: 31. Dezember 2024).

## Geografie

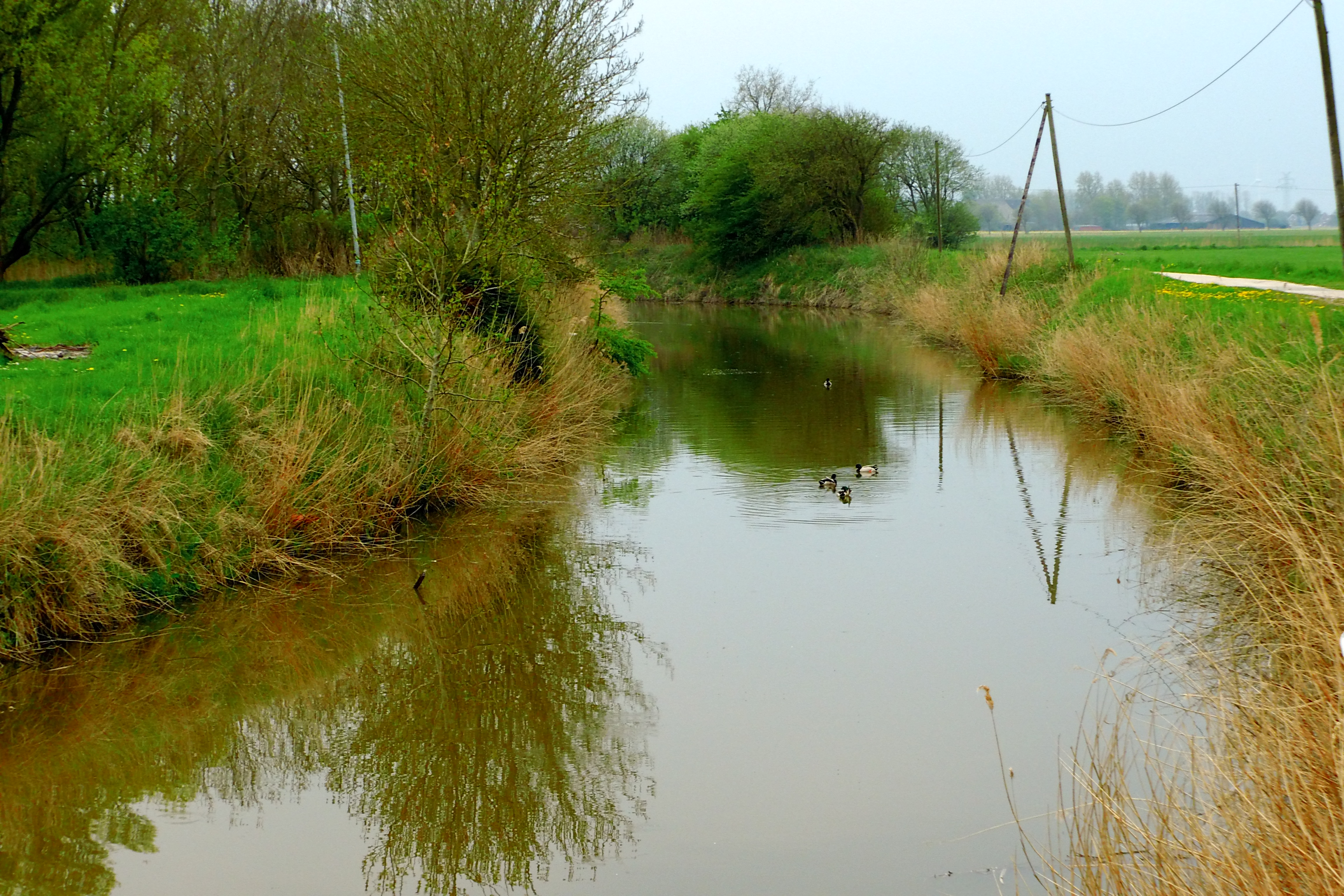
Manslagter Tief bei Visquard

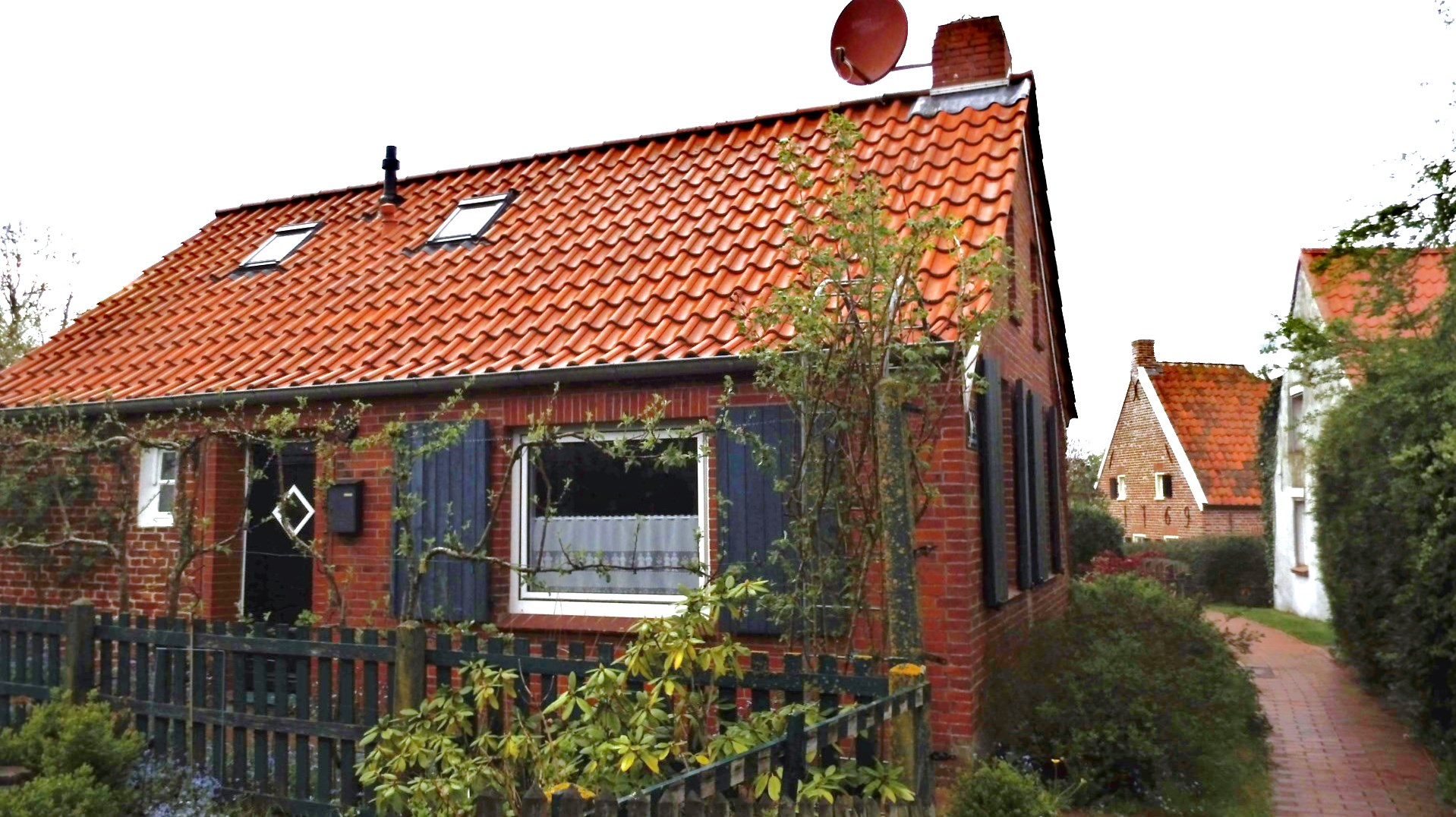
Typische Dorfgasse

Manslagt ist von fünf Krummhörner Dörfern umgeben. Im Norden grenzt es an Pilsum, das über eine aus dem 13. Jahrhundert stammende und für die Region einzigartige Kirche mit Vierungsturm aufweist. An der Ostgrenze Manslagts liegt Visquard. Auf dem Gemeindegebiet dieses Dorfes befinden sich die ehemaligen Klöster Appingen und Dykhusen. Im Süden grenzt Manslagt an Woquard, an das Langwurtendorf Groothusen mit seiner Osterburg sowie an Hamswehrum.
Manslagt wurde als „längliche-runde Warfensiedlung“ in der ehemaligen Sielmönker Bucht errichtet. Archäologische Bohrungen ergaben, dass die Warft sich auf einer ehemaligen Insel befindet. Die Ausmaße der Manslagter Dorfwarft betragen 6 Meter in der Höhe sowie 480 Meter in der Länge und 280 Meter in der Breite. Die gesamte Fläche der Dorfwarft, die von einer Straße, dem Manslagter Ring, umschlossen wird, beträgt rund zehn Hektar. Umflossen wurde Manslagt in alter Zeit vom Bugel, an den noch heute ein Straßennamen erinnert. Beim Bugel handelte es sich ursprünglich um die Fortsetzung des Wasserlaufs Pewsumer Ehe, der seewärts floss. Wahrscheinlich war der Bugel der letzte Ausfluss aus der verlandenden Sielmönker Bucht. Auch Reste eines alten Deiches sind bei Manslagt zu erkennen. Sie liegen unter der Straße Hoher Weg.
Das innere Wegenetz Manslagts hat – im Gegensatz zum Runddorf Rysum – einen schachbrettartigen Charakter. Die zwölf (zum Teil ehemaligen) Bauernhöfe liegen kreisförmig am Abhang der Warft. Den Siedlungskern bilden nichtbäuerliche Häuser. Im Zentrum des Dorfes steht die Manslagter Kirche mit dem separat aufgerichteten Glockenturm und dem sie umgebenden Friedhof. Mehrere Fethinge, die eine längliche gebogene Form aufweisen, dienten bis ins 20. Jahrhundert der dörflichen Wasserversorgung.
Östlich des Kerndorfes befindet sich in einigem Abstand die in den 1920er Jahren angelegte und nach 1950 erweiterte Manslagter Siedlung. Sie liegt auf dem ehemaligen Gelände des Wohnplatzes Eschenhof. Ebenfalls ab Mitte des 20. Jahrhunderts wurde die Siedlung Swietershausen angelegt. Weitere zu Manslagt gehörige Wohnplätze sind Groß Horenburg, Klein Horenburg, Platthaus und Strohburg.
Manslagt verfügt auch über einen Küstenabschnitt des Niedersächsischen Wattenmeers. Er liegt rund zwei Kilometer vom Dorfkern entfernt und ist über mehrere befestigte Wege zu erreichen. Dem Küstenabschnitt vorgelagert ist der sogenannte Manslagter Nacken, ein Salzwiesengebiet, das zur Zone I des Nationalparks Niedersächsisches Wattenmeer gehört und ganzjährig nur in wenigen Bereichen, beispielsweise auf markierten Wegen oder im Rahmen von geführten Wattwanderungen, betreten werden darf.

## Ortsname
Urkundlich erwähnt wurde Manslagt erstmals um das Jahr 1000 in den Güter- und Heberegistern der Abtei Kloster Werden. In diesen ältesten Urkunden lautet der Name Manslagts „Marsfliati“ sowie „Marslati“, ab 1361 „Mansliacht“. Auf der Ubbo-Emmius-Karte Ostfrieslands (siehe Bild), die um 1600 entstanden ist, findet sich die Schreibweise Manslacht. Andere Schreibweisen – so im Münsterschen Pfarrregister des 15. Jahrhunderts – nennen den Ort „Manslat“ oder „Manslach“.
Der Heimatforscher Otto Galama Houtrouw leitet den Namen Manslagt von manslecht ab – was so viel wie „Mord“ bedeutet. Arend Remmers geht jedoch davon aus, dass trotz der Ähnlichkeit des Ortsnamens zu den altfriesischen Wörtern mannslachta („Totschlag“) oder (rekonstruiert) mānsliacht („Mondlicht“, siehe die Mondsicheln im Wappen) diese Deutungen nicht in Frage kommen. Er führt den Ortsnamen auf das mittelniederdeutsche Wort slacht für „Uferbefestigung“ oder „Pfahlwerk“ zurück. In Verbindung mit dem altfriesischen mân bzw. ostfriesisch-niederdeutschen mande für „Gemeinschaft“, „Genossenschaft“ würde der Name etwa „Gemeinschaftliche Uferbefestigung“ bedeuten.

## Geschichte

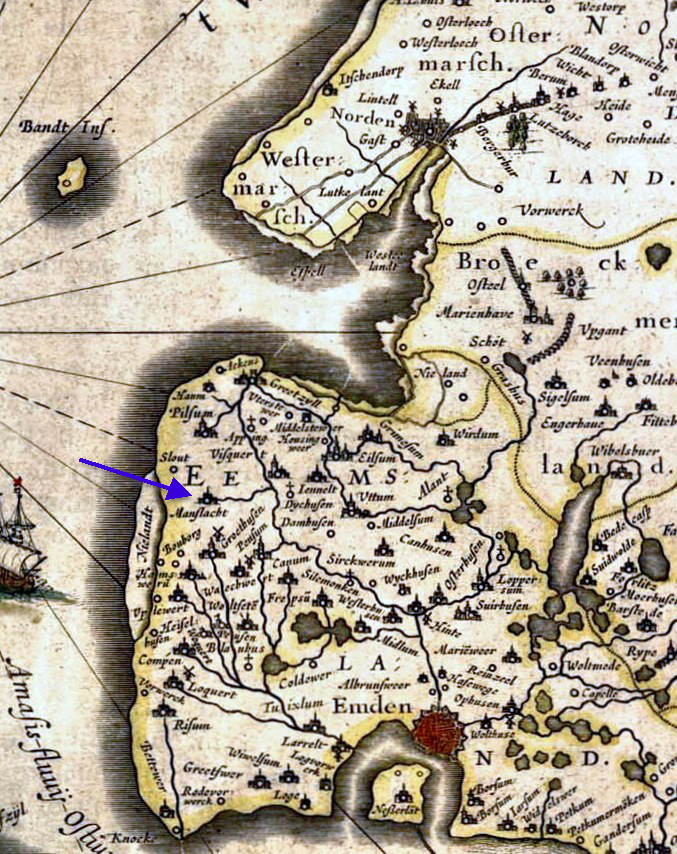
Manslagt auf der Ubbo-Emmius-Karte von 1600 (Ausschnitt)

Manslagt gehörte zum Besitz der Häuptlingsfamilie Beninga. Durch Heirat der Erbtochter Gela von Manslagt mit Enno von Greetsiel fiel das Gebiet an die Familie Cirksena und wurde später eingedeicht. Westlich des Dorfes stand in der zweiten Hälfte des 14. Jahrhunderts die Burg Manslagt, die zum Familienbesitz der weit verzweigten Adelsfamilie Beninga gehörte.
Während des Dreißigjährigen Krieges gelangten im November 1620 Söldnertruppen des Grafen Ernst von Mansfeld in die Krummhörn und übten dort vierzehn Monate lang eine Schreckensherrschaft aus. Nach deren Abzug, der von Plünderungen und Brandschatzungen begleitet war, folgten im Januar 1623 die Truppen des Reiterregiments des Ringgrafen Ludwig Wilts, die in ähnlicher Weise mit den Krummhörnern verfuhren. Im August desselben Jahres kehrten die Mansfelder Söldner zurück und quartierten sich unter anderem auch in Manslagt ein, schlachteten das noch vorhandene Vieh und verzehrten die letzten Vorräte der Einwohner. An einer Pestseuche, die in dieser Zeit in dem Krummhörner Dorf auftrat, starben 130 Personen. Aber auch die Mansfelder Truppen wurden geschwächt. Rund ein Drittel der Soldaten hatte in Manslagt, Pilsum und Greetsiel durch Hunger und die erwähnte Seuche ihr Leben gelassen. Im Januar 1624 zogen sie ab.
Neben der Landwirtschaft war Manslagt in der Vergangenheit von zahlreichen Handwerksbetrieben geprägt. So weist ein Einwohnerverzeichnis von 1719 neben einem Brauer, einem Kuper und einem Dorfschiffer jeweils zwei Maurer, Schmiede, Schneider und Zimmerleute aus. An Schustern, Bäckern und Webern waren jeweils drei Handwerksbetriebe vorhanden. Rund 160 Jahre später waren neben Kuper, Schmied und Schneider zwei Gastwirte, zwei Kaufleute, drei Bäcker sowie jeweils fünf Schiffer registriert. Um 1824 beschreibt Fridrich Arends in seiner Erdbeschreibung des Fürstenthums Ostfriesland und des Harlingerlandes „Manslagt [als ein] großes Dorf, […] welches 498 Einwohner zählt“. Nach seiner Darstellung gehört es zu den fünf Dörfern des Greetsieler Amtes, die den besten Ackerboden aufweisen.
Knapp 500 Einwohner lebten in Manslagt zu Beginn des 20. Jahrhunderts. Am 21. September 1906 erhielt Manslagt einen Bahnanschluss nebst Bahnhofsgebäude. Grund war die Verlängerung der am 27. Juli 1899 eröffneten Kleinbahnstrecke von Emden nach Pewsum. Diese Verlängerung war vom Manslagter Rat am 3. März 1900 beim Landkreis Emden beantragt worden. Nach einem längeren Genehmigungsverfahren wurde 1905 mit den Bauarbeiten für die Meterspur-Kleinbahn begonnen. 1906 konnte sie unter dem Namen Kreisbahn Emden–Pewsum–Greetsiel (im Volksmund Jan Klein) den Fahrbetrieb aufnehmen. Die erweiterte Strecke führte von Pewsum über Groothusen, Manslagt und Pilsum nach Greetsiel. 1963 wurde die Zugverbindung eingestellt. Die Fahrgastbeförderung übernahm die Kraftpost.
Im April 1919 kam es zu sogenannten „Speckumzügen“ Emder Arbeiter, an die sich Landarbeiterunruhen anschlossen. Zusammen mit dem Rheiderland war der Landkreis Emden der am stärksten von diesen Unruhen betroffene Teil Ostfrieslands. Arbeiter brachen in geschlossenen Zügen in die umliegenden Dörfer auf und stahlen Nahrungsmittel bei Bauern, wobei es zu Zusammenstößen kam. Die Lage beruhigte sich erst nach der Entsendung von in der Region stationierten Truppen der Reichswehr. Als Reaktion darauf bildeten sich in fast allen Ortschaften in der Emder Umgebung Einwohnerwehren. Die Einwohnerwehr Manslagts umfasste 70 Personen und gehörte damit zu den kopfstärksten des Landkreises Emden. Diese verfügten über 20 Waffen. Aufgelöst wurden die Einwohnerwehren erst nach einem entsprechenden Erlass des preußischen Innenministers Carl Severing am 10. April 1920. 1928 erfolgte die Gründung der Manslagter Feuerwehr. Ihre Eigenständigkeit als Ortsverband erhielt sie bis zum Zusammenschluss mit der Pilsumer Wehr im Jahr 2006.
Jahrhundertelang waren die natürlichen Tiefs und die Entwässerungskanäle, die die Krummhörn in einem dichten Netz durchziehen, die wichtigsten Verkehrsträger. Über Gräben und Kanäle waren nicht nur die Dörfer, sondern auch viele Hofstellen mit der Stadt Emden und dem Hafenort Greetsiel verbunden. Besonders der Bootsverkehr mit Emden war von Bedeutung. Dorfschiffer übernahmen die Versorgung der Orte mit Gütern aus der Stadt und lieferten in der Gegenrichtung landwirtschaftliche Produkte: „Vom Sielhafenort transportierten kleinere Schiffe, sog. Loogschiffe, die umgeschlagene Fracht ins Binnenland und versorgten die Marschdörfer (loog = Dorf). Bis ins 20. Jahrhundert belebten die Loogschiffe aus der Krummhörn die Kanäle der Stadt Emden.“
Torf, der zumeist in den ostfriesischen Fehnen gewonnen wurde, spielte über Jahrhunderte eine wichtige Rolle als Heizmaterial für die Bewohner der Krummhörn. Die Torfschiffe brachten das Material auf dem ostfriesischen Kanalnetz bis in die Dörfer der Krummhörn, darunter auch nach Manslagt. Auf ihrer Rückfahrt in die Fehnsiedlungen nahmen die Torfschiffer oftmals Kleiboden aus der Marsch sowie den Dung des Viehs mit, mit dem sie zu Hause ihre abgetorften Flächen düngten.
Bis in die 1930er Jahre spielte in Manslagt die Dorfschifffahrt auf dem Krummhörner Wasserstraßennetz für das Transportwesen eine bedeutende Rolle. Der Manslagter Daniel Schmeda berichtet in seinen Lebenserinnerungen: „Im August/September kamen die Schiffer von den Fehnen und brachten Torf. Es waren die Torfschiffer Köster, Ottersberg und Wilm Meinen. Sie kamen meisten nachmittags an. Die Schiffsfracht, 20–22 Fuder, waren meist vorbestellt.“
In den Jahren 1929/30 wurden in Manslagt und in vielen anderen ostfriesischen Dörfern „rassekundliche Messungen“ der Schädel alteingesessener Familien durchgeführt. Ziel des Projekts, das unter der Leitung des Göttingen Privatdozenten Karl Saller (1902–1969) stand, war es, die „rassische Zusammensetzung der ostfriesischen Bevölkerung“ zu erforschen.
Ob es vor dem Beginn der Zeit des Nationalsozialismus Einwohner jüdischer Herkunft gab, kann bislang nicht belegt werden. In Schmedas Lebenserinnerungen ist jedoch von auswärtigen jüdischen Viehhändlern die Rede, die mit Manslagter Landwirten Geschäftsverbindungen unterhielten. Er nennt die Namen Seligmann, Snurtje Pels, Visser und Schönthal.
Bei den Wahlen zu Anfang der 1930er Jahre wuchs in Manslagt der Stimmenanteil für die Nationalsozialistische Partei sprunghaft an. Spätestens 1938 gab es hier eine Ortsgruppe der NSDAP, die zum NSDAP-Kreisverband Norden-Krummhörn unter Leitung des Woltzeteners Lenhard Everwien stand. Während des Zweiten Weltkrieges befand sich im Dorf ein Kriegsgefangenenlager, das den Namen Alte Schmiede trug und unter der Bezeichnung AK Nr. 1164c geführt wurde. Im Oktober 1940 waren dort zwanzig Franzosen untergebracht. Das Gefallenendenkmal, das sich am Manslagter Glockenturm befindet, führt 49 Namen Manslagter Soldaten, die im Zweiten Weltkrieg fielen.
Wie viele andere Orte Ostfrieslands wurde auch Manslagt nach Ende des Zweiten Weltkriegs für Flüchtlinge aus den ehemals deutschen Ostgebieten zur neuen Heimat – wenn auch teilweise nur vorübergehend. 1946 wuchs die Einwohnerzahl von Manslagt durch den Zuzug von 179 Flüchtlingen um 24,7 Prozent. 1950 registrierte man sogar 191 Flüchtlinge, was einen Bevölkerungsanteil von 28,2 Prozent ausmachte.
Bei der Sturmflut 1962 erlitt der Deich bei Manslagt schwere Schäden. Nur mit Mühe konnte ein Durchbruch verhindert werden.
Um das Jahr 1966 wurde in Manslagt mit einer Flurbereinigung begonnen, die erst im März 1996 zum Abschluss kam. Eine Erneuerung des Manslagter Dorfes wurde in den Jahren von 1991 bis 1997 durchgeführt. Sie ging auf Planungen zurück, die 1987 bis 1990 erfolgt waren.

### Kirchengeschichte

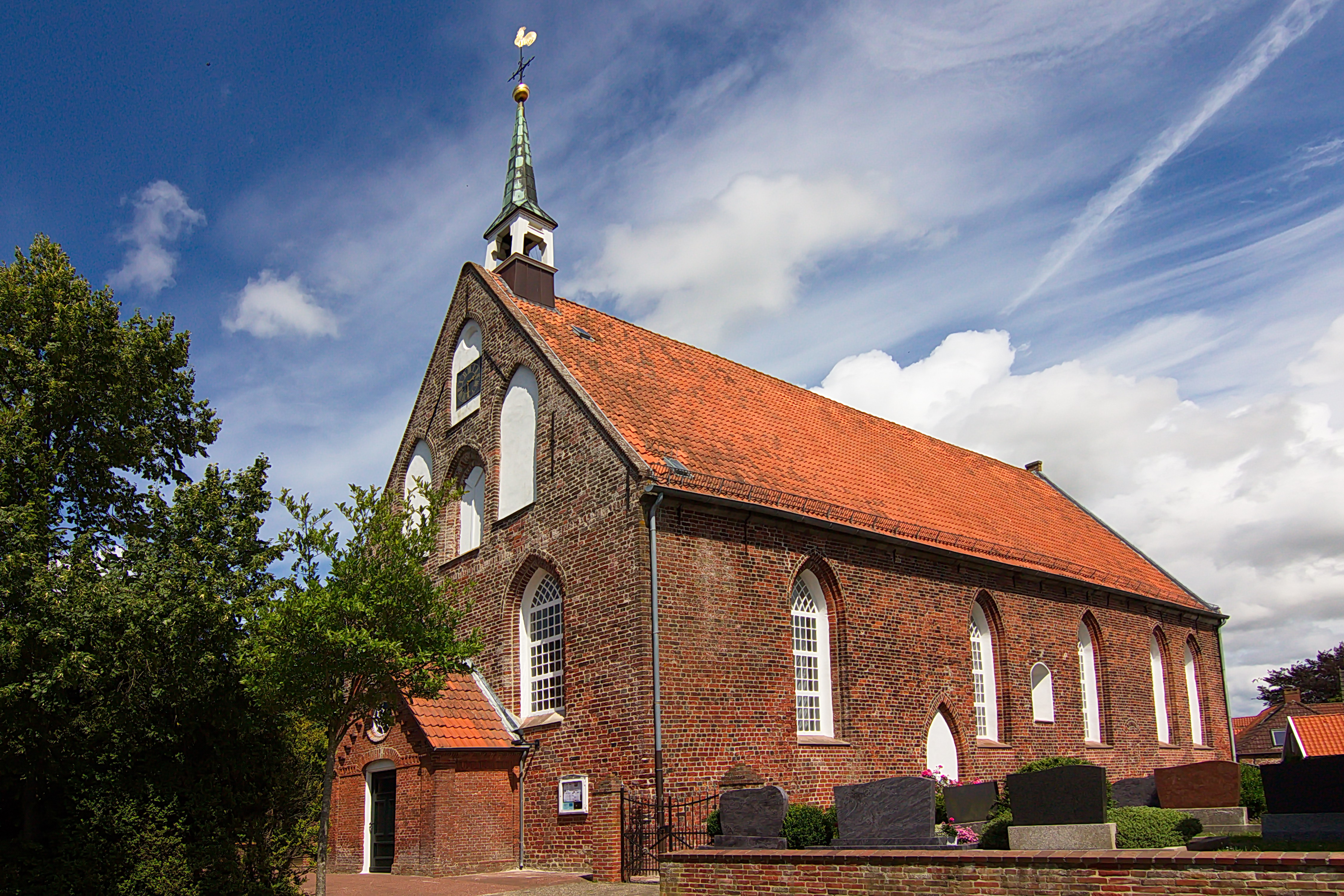
Manslagter Kirche

Nach 787 erhielt der „Friesenapostel“ Liudger den Auftrag, die dem fränkischen Reichsgebiet neu einverleibten Gebiete zwischen der Utrechter Bistumsgrenze und dem Missionsgebiet des Willehad, das im oberen Weserraum lag, für das Christentum zu gewinnen. Dabei gelangte er auch in das Emsigerland, an dessen Nordgrenze Manslagt lag.
Kirchlich unterstand Manslagt in vorreformatorischer Zeit der Propstei Groothusen im Bistum Münster. Für das Jahr 1500 ist belegt, dass die Manslagter Gemeinde von zwei Priestern versorgt wurde. Im Zuge der Reformation wandte sich die Gemeinde dem reformierten Bekenntnis zu und formte das Innere ihrer aus dem 14. Jahrhundert stammende Einraumkirche entsprechend den liturgischen Bedürfnissen der Reformierten um. Dabei soll sogar „aus puritanischem Eifer“ die Orgel aus dem Kirchenraum entfernt und anschließend vom Ortsgeistlichen verbrannt worden sein. Danach folgte eine 228-jährige orgellose Zeit. Erst 1778 besaß die Kirche wieder eine Orgel. Erbaut worden war sie vom Wittmunder Orgelbauer Hinrich Just Müller.
In der ersten Hälfte des 18. Jahrhunderts wurden in Ostfriesland die evangelischen – und hier besonders die reformierten – Kirchen von einer Erweckungsbewegung erfasst. Sie hatte ihren Ausgang in Schottland (1739) und war über die Niederlande um 1750 ins Ostfriesische gelangt. Manslagt scheint einer der ersten Orte gewesen zu sein, die von dieser Bewegung, die zu einem starken Anstieg des Gottesdienstbesuches und zu öffentlichen Schuldbekenntnissen führte, ergriffen wurde. Die bis heute bekannte „Abendmahlsscheu“ (auch in anderen evangelischen Gemeinden Ostfrieslands) geht auf diesen Einfluss zurück. So nahmen um 1700 noch alle Manslagter Gottesdienstbesucher am Abendmahl teil. Hundert Jahre später zählte die kirchliche Ortsstatistik nur noch einen Abendmahlsgast. Die genauen Gründe für den Beginn des erwecklichen Aufbruchs in Manslagt liegen im Dunkeln, da die Manslagter Gemeindeakten um 1790 einer Feuersbrunst zum Opfer fielen. Im ersten Viertel des 20. Jahrhunderts kam es an verschiedenen Orten Ostfrieslands zu einem weiteren erwecklichen Aufbruch, der zur Gründung des Ostfriesischen Gemeinschaftsverbandes führte. Darunter war auch Manslagt, dessen Seelsorger zu dieser Zeit Hermann Immer war.

### Schulgeschichte

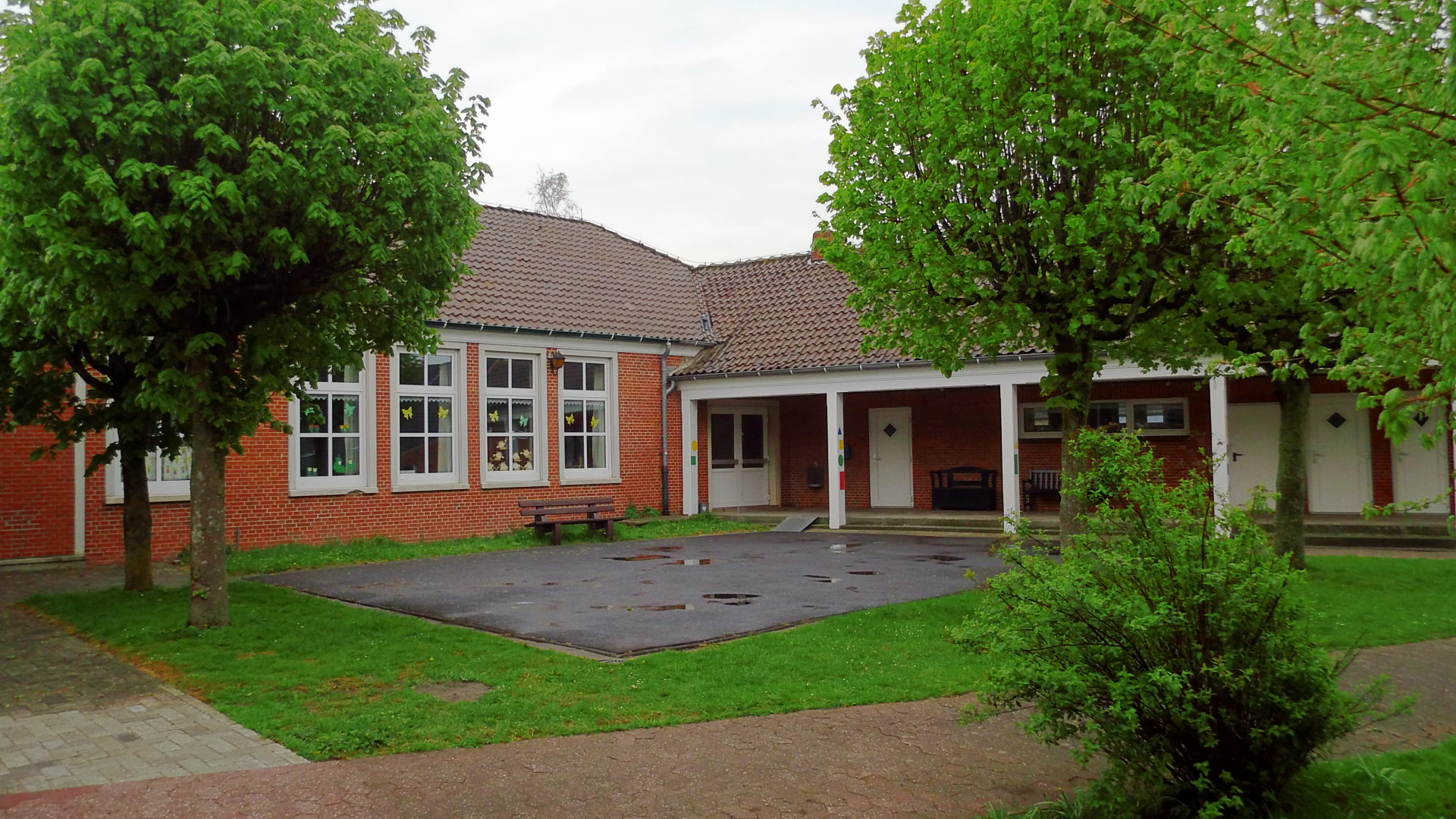
Ehemalige Manslagter Schule, jetzt AWO-Kindergarten

Das Manslagter Schulwesen, dessen Anfänge auf die zweite Hälfte des 16. Jahrhunderts zurückgehen, war über dreihundert Jahre eng mit der örtlichen Kirchengemeinde verbunden. Mit dem Unterricht beauftragt waren zunächst die Vikare, bzw. die Inhaber der jeweils 2. Pastorenstelle, für die auch Manslagt als vermögendes Dorf noch in den ersten Jahrzehnten nach der Reformation die notwendigen Finanzen aufbringen konnte. Später oblag die Verantwortung für den Schulunterricht dem Küster. Erst 1872 wurde die staatliche Schulaufsicht eingeführt, deren praktische Durchführung aber bis zur Berufung eines hauptamtlichen Kreisschulinspektors im Jahr 1897 in den Händen der Geistlichen lag.
Bis in die 1950er Jahre hatte die Manslagter Volksschule zwei jahrgangsübergreifende Schulklassen, die von zwei Lehrern unterrichtet wurden. Hinzu kamen so genannte Hilfslehrer, die Fachunterricht (zum Beispiel Handarbeiten) erteilten. Im Jahr 1949 besuchten 112 Schüler die Manslagter Schule, darunter viele Kinder aus Flüchtlingsfamilien.

### Verwaltungsgeschichte
Während der ersten preußischen Zeit, die 1744 begann und 1806 endete, gab es in Ostfriesland zwölf Verwaltungskörperschaften: drei Städte und neun Ämter. Manslagt war in dieser Zeit Teil des Amtes Greetsyhl, das auch als Gretmer Amt bezeichnet wurde. An der Spitze dieses Amtes standen ein Königlicher Rat sowie ein Rentmeister. Sie waren auch für das relativ kleine Amt Pewsum zuständig und hatten ihren Sitz auf der Pewsumer Manningaburg. Weitere Verwaltungsorgane waren Innerhalb des Greetsieler Amtsbezirks, der in drei Unterbezirke unterteilt war, gehörte Manslagt mit fünf weiteren Kirchspielen zur Westervogtei. Im kirchlichen Bereich führte der Pilsumer Pastor als zuständiger Inspector die Oberaufsicht.
1806 wurde die ostfriesische Halbinsel als Departement Oost-Friesland mit Verwaltungssitz in Aurich Teil des Königreichs Holland. Das Departement war in drei Kwartiere (Aurich, Emden, Jever) unterteilt. Manslagt gehörte in dieser Zeit zu dem aus zwei Arrondissements bestehenden Kwartier Emden und hier zur Bailuage van Grotmeer des Emder Arrondissements. Die Grenzen dieser Bailuage entsprachen im Wesentlichen denen des preußischen Gretmer Amtes. Nachdem Ostfriesland im Juli 1810 als Département Ems-Oriental dem französischen Kaiserreich eingegliedert worden war, wurde Manslagt Teil des neugebildeten Kantons Pewsum im Arrondissement Emden.
Ab 1813 gehörte Manslagt wieder zum Amt Greetsiel der preußischen Provinz Ostfriesland. Nach der Eingliederung Ostfrieslands in das Königreich Hannover (1816) war das Krummhörner Dorf ab 1823 innerhalb der Landdrostei Aurich dem Amt Greetsiel (Sitz: Pewsum) zugeordnet und kam – nach Auflösung dieses Verwaltungsbezirks im Jahr 1859 – zum Amt Emden. 1866 übernahm Preußen zum dritten Mal die Herrschaft in Ostfriesland. Aus der Landdrostei Aurich wurde 1885 ein Regierungsbezirk, der aus dem Stadtkreis Emden und sechs Landkreisen bestand. Manslagt wurde dem Landkreis Emden zugeteilt. 1932 kam Manslagt zum erweiterten Landkreis Norden, der dann 1978 in den Landkreis Aurich eingegliedert wurde.
In der zweiten Hälfte der 1960er Jahre schlossen sich Greetsiel, Pilsum und Manslagt zur Samtgemeinde Greetsiel zusammen. Vorläufer dieses Zusammenschlusses, dessen Verwaltungssitz sich in Greetsiel befand, war ein Schulzweckverband. Am 1. Juli 1972 wurde Manslagt mit 18 weiteren Dörfern in die neue Gemeinde Krummhörn eingegliedert. Der Sitz der Gemeinde befindet sich in Pewsum.

### Einwohnerentwicklung
Die folgende Tabelle zeigt die Einwohnerentwicklung Manslagts zwischen 1821 und 2012. Danach lag die höchste Einwohnerzahl – bedingt durch den Zuzug von Flüchtlingen in der Zeit nach dem Zweiten Weltkrieg – bei 722, die bislang niedrigste bei 400 im Jahr 2013.
| Jahr | Einwohner |
| ---- | --------- |
| 1821 | 451       |
| 1848 | 604       |
| 1871 | 480       |
| 1885 | 447       |
| 1905 | 497       |

| Jahr | Einwohner |
| ---- | --------- |
| 1925 | 500       |
| 1933 | 496       |
| 1939 | 492       |
| 1946 | 726       |
| 1950 | 677       |

| Jahr | Einwohner |
| ---- | --------- |
| 1956 | 505       |
| 1961 | 456       |
| 1970 | 458       |
| 1983 | 464       |
| 2013 | 400       |

## Religion
Die Einwohner Manslagts gehören weitaus überwiegend der Evangelisch-reformierten Kirchengemeinde an. Mit der reformierten Gemeinde in Pilsum teilt sie sich eine Pastorenstelle. Für die Gemeindearbeit steht außer der Kirche auch ein Gemeindezentrum zur Verfügung.
Für evangelisch-lutherische Christen ist die Marienkirche in Woquard das nächstgelegene Gotteshaus. Für Katholiken bietet sich die St.-Hedwigs-Kapelle in Pewsum für Gottesdienstbesuche an. In den Sommermonaten Juli und August gibt es auch in der evangelisch-reformierten Kirche Greetsiel für sie ein katholisches Gottesdienstangebot. Freikirchliche Christen haben in Pewsum (Brüdergemeinde) und in Jennelt (Baptistengemeinde) die nächstgelegene Möglichkeit, einen Gottesdienst zu besuchen.

## Politik
Bei der Wahl zur Deutschen Nationalversammlung im Januar 1919 fielen 36,6 % der in Manslagt abgegebenen Stimmen auf die SPD, 30,7 % auf die nationalliberale DVP, 26,2 % auf die liberale DDP sowie 5,8 % auf die rechtsradikale DNVP. Bei der Reichstagswahl Mai 1924 erreichte hingegen die DNVP die absolute Mehrheit in Manslagt. Die SPD stürzte auf 25,6 % ab. Auch DVP und die DDP erlitten starke Verluste. Einen Wechsel brachte die Reichstagswahl 1928. Die SPD verdoppelte fast ihr Ergebnis. Die DNVP fiel auf 17,1 % zurück. Bei den Reichstagswahlen im Juli 1932 und März 1933 erreichten die Nationalsozialisten 44,2 beziehungsweise 51,8 % der abgegebenen Stimmen. Die SPD wurde nur mit 37,8 bzw. 31,1 % nur noch zweitstärkste Partei.
Bei der Bundestagswahl 1949 errang die SPD in Manslagt 42,5 % der abgegebenen Stimmen. Mit großem Abstand folgte die FDP, die es auf 14,1 % brachte. Ihr folgte mit 10,1 % die Deutsche Partei. Kleine und Kleinstparteien erhielten 13,3 % der Stimmen. Die SPD behielt bei den Wahlen der folgenden Jahrzehnte ihre führende Stellung. Bei der Bundestagswahl 1972 erreichte sie in Manslagt sogar 71,8 %. Die FDP verlor mit der Zeit ihre Position als zweitstärkste Partei. An ihre Stelle trat die CDU.
Ortsvorsteher ist seit 2011 Alfred Bootsmann (SPD).

## Wappen
Das Manslagter Wappen zeigt einen roten Querbalken auf silbernem Feld. Über dem Balken befinden sich zwei liegende blaue Halbmonde, unter ihm ein liegender Halbmond. „Der Balken ist mit fünf Rauten belegt, die abwechselnd golden und silbern tingiert sind.“ Ursprünglich war es das Wappen der Manslagter Häuptlinge und wurde spätestens um 1530 im Wappen ostfriesischen Grafen auf dem dritten Platz als Wappen der Herrschaft Manslagt geführt. Das Manslagter Wappen findet sich auch auf dem in der Norder Ludgerikirche aufgestellten Grabstein des Lütetsburger Burgherrn Unico Manninga (1523–1588).

## Kultur und Sehenswürdigkeiten

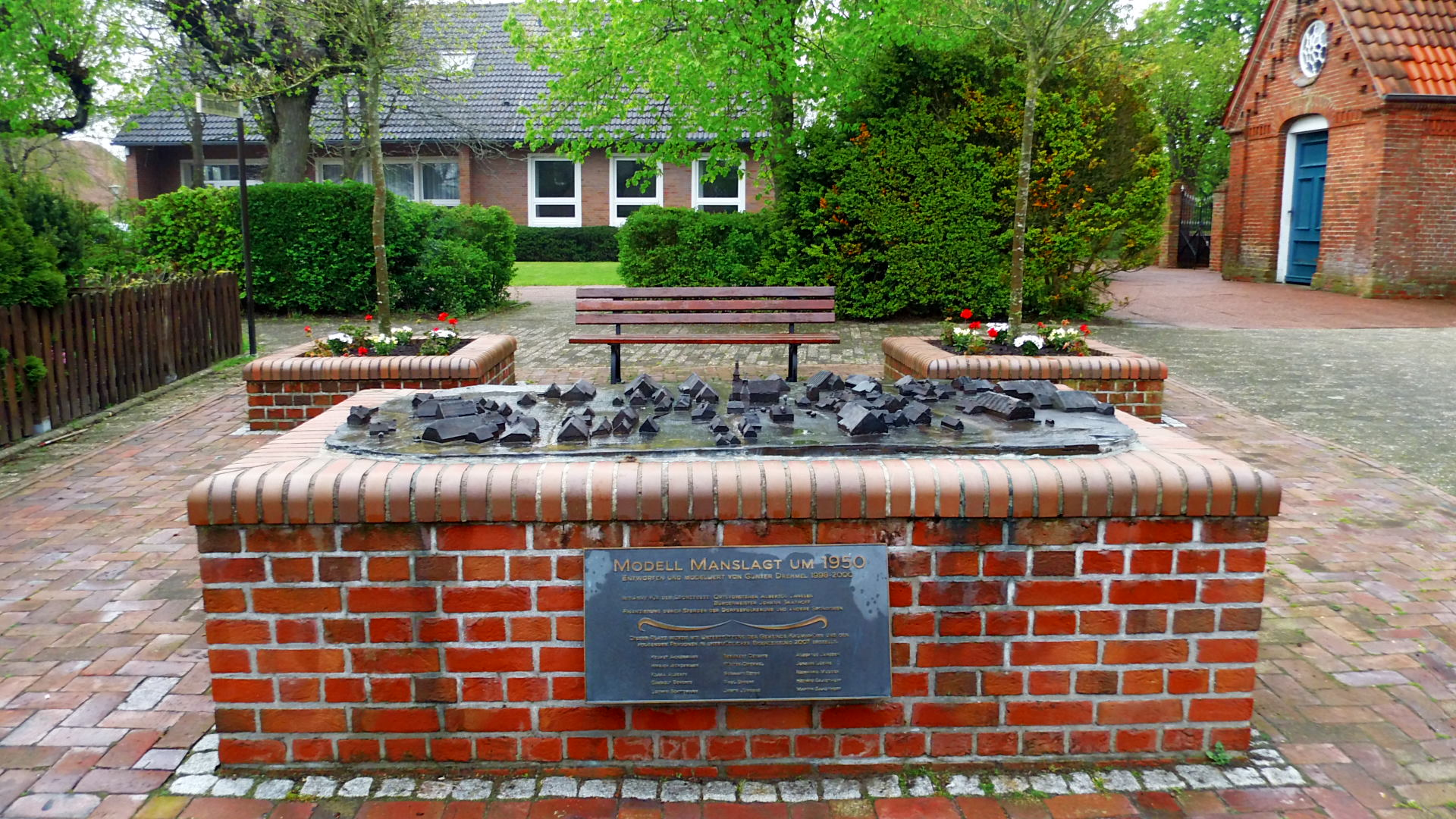
Bronzemodell (1950) des Dorfes Manslagt

Zu den bemerkenswerten Gebäuden in Manslagt gehört die schon erwähnte spätgotische Manslagter Kirche, die um 1400 errichtet worden ist. Ihre Kanzel wurde 1714 in Amsterdam gefertigt. Das Taufbecken ist aus Bentheimer Sandstein hergestellt und höchstwahrscheinlich älter als die Kanzel. Die ältesten Inschriften auf den in der Kirche befindlichen Grabsteinen beziehen sich auf die Jahre 1599 und 1637. Reste der Beninga-Burg finden sich am Mittelweg in Manslagt. Allerdings ist nur noch der Giebel des Haupthauses zu sehen.
An der Dörpstraat 7 findet sich ein um 1840 zum Gulfhof überformtes Steinhaus. Es wurde 1997 aufwändig renoviert und bietet unter anderem einen reich verzierten Giebel. Das Stallgebäude wird für dörfliche Veranstaltungen genutzt. Am Grode Katjeweg steht ein typisches Landgebräucherhaus mit Stallanbau, das 1769 errichtet worden ist (siehe Bild). Nach einer grundlegenden Sanierung, die 2006 mit zum Teil historischen Materialien ausgeführt wurde, dient es heute als Ferienwohnung. „Das wohl älteste Wohnhaus“ der Krummhörn liegt an der Manslagter Langen Straße 3. Es ist weit über sechshundert Jahre alt. Der „liegende Dachstuhl ist im Original erhalten“. Das Mauerwerk besteht zum Teil aus Klosterformatsteinen. Auch ist ein vermauertes Gotikfenster zu sehen. An der Landstraße von Manslagt nach Groothusen befindet sich das sogenannte Buschhaus. Es stammt aus dem Jahr 1570 und wurde 1997 saniert.
Auf dem Platz vor der Kirche ist ein Bronzemodell des Warfendorfes aufgestellt. Die Darstellung zeigt Manslagt in der Zeit um 1950. Sie wurde als sogenanntes Tastobjekt in die Datenbank Touristische Angebote für blinde und sehbehinderte Menschen aufgenommen.

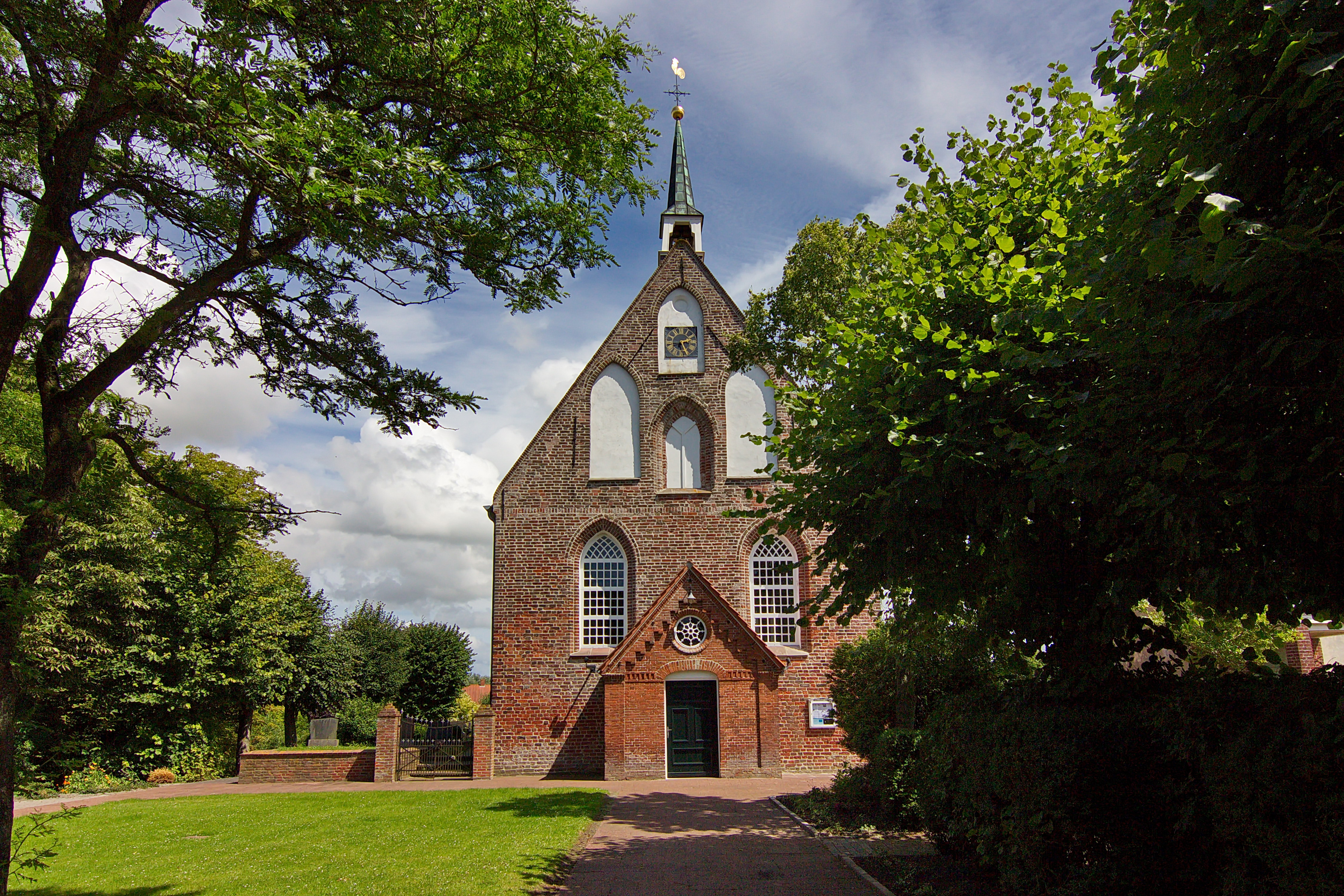
Manslagter Kirche
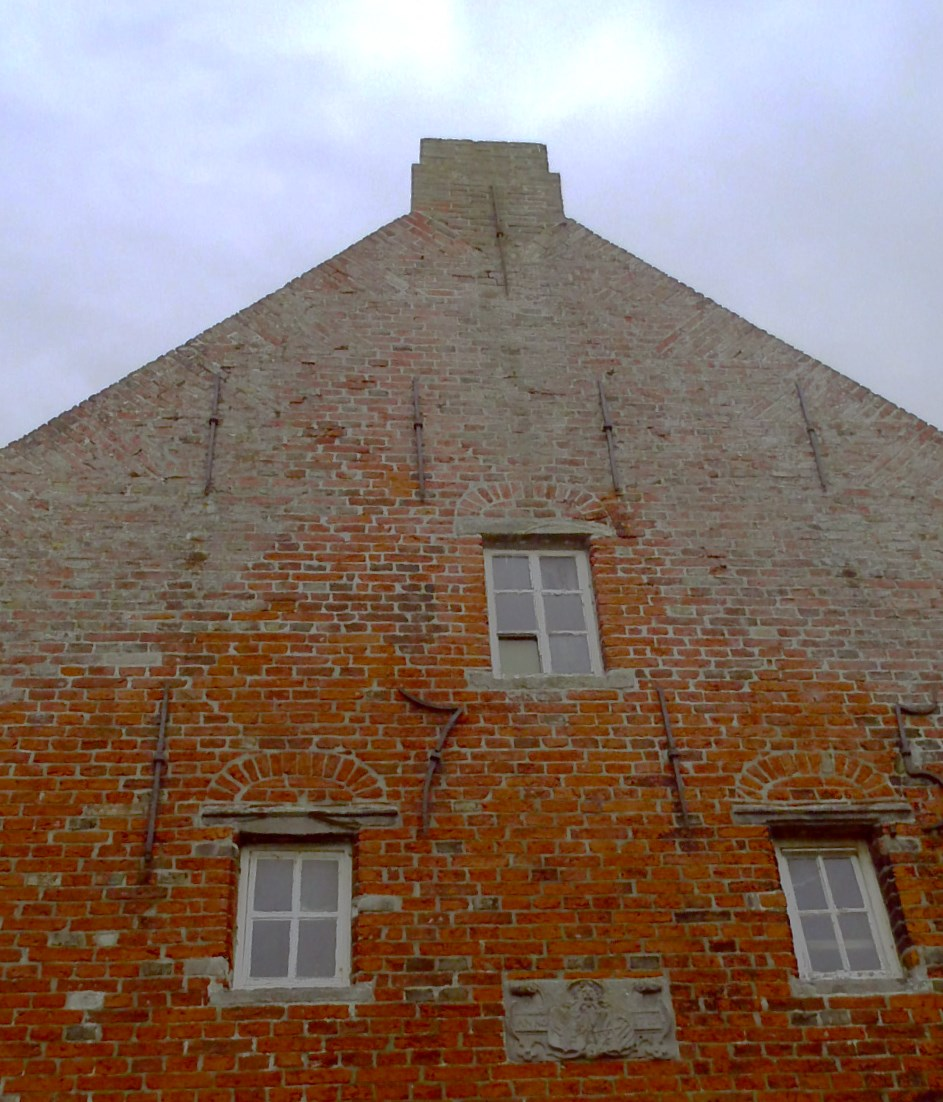
Noch erhaltener Giebel der Manslagter Burg
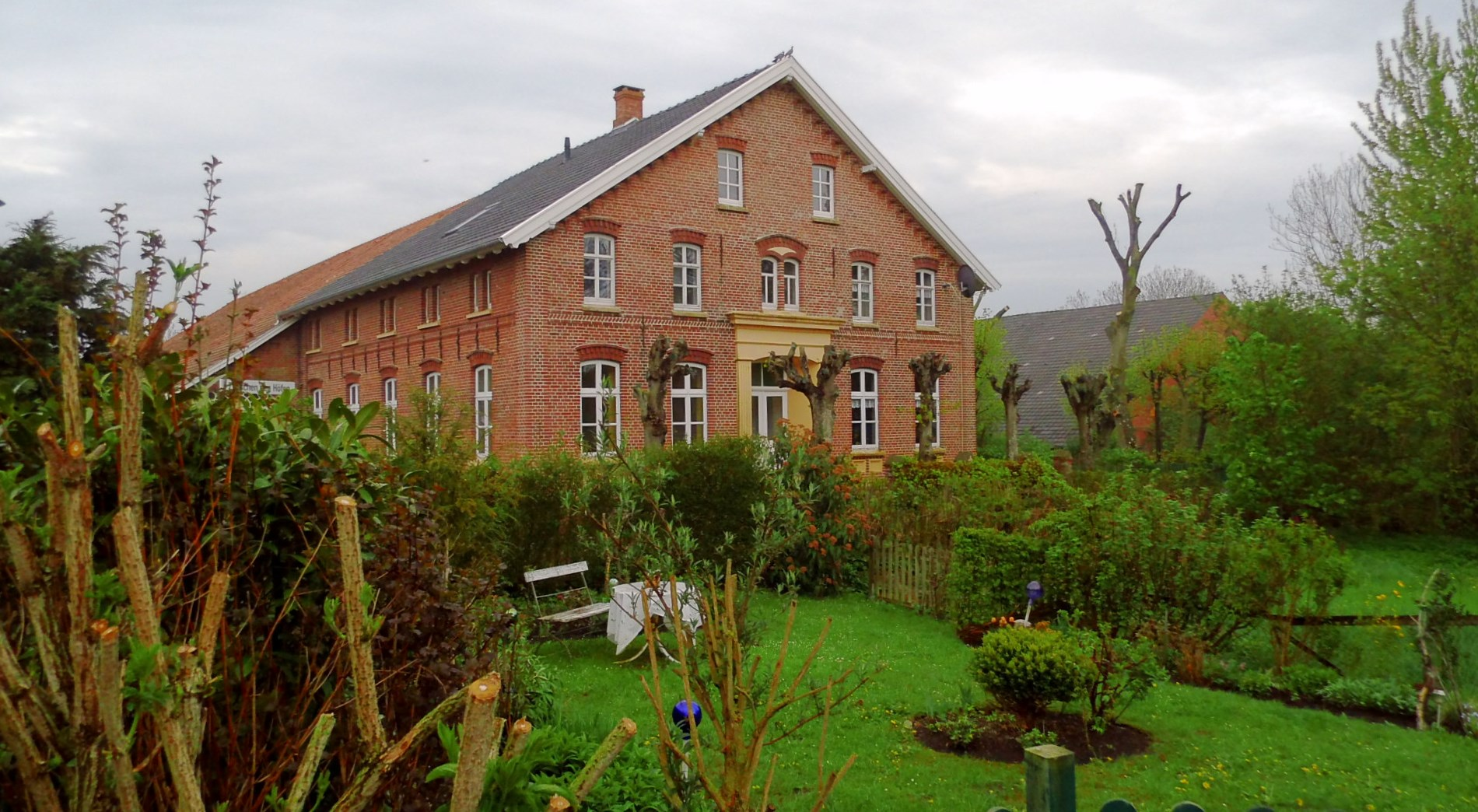
Manslagter Gulfhof Zwischen den Höfen
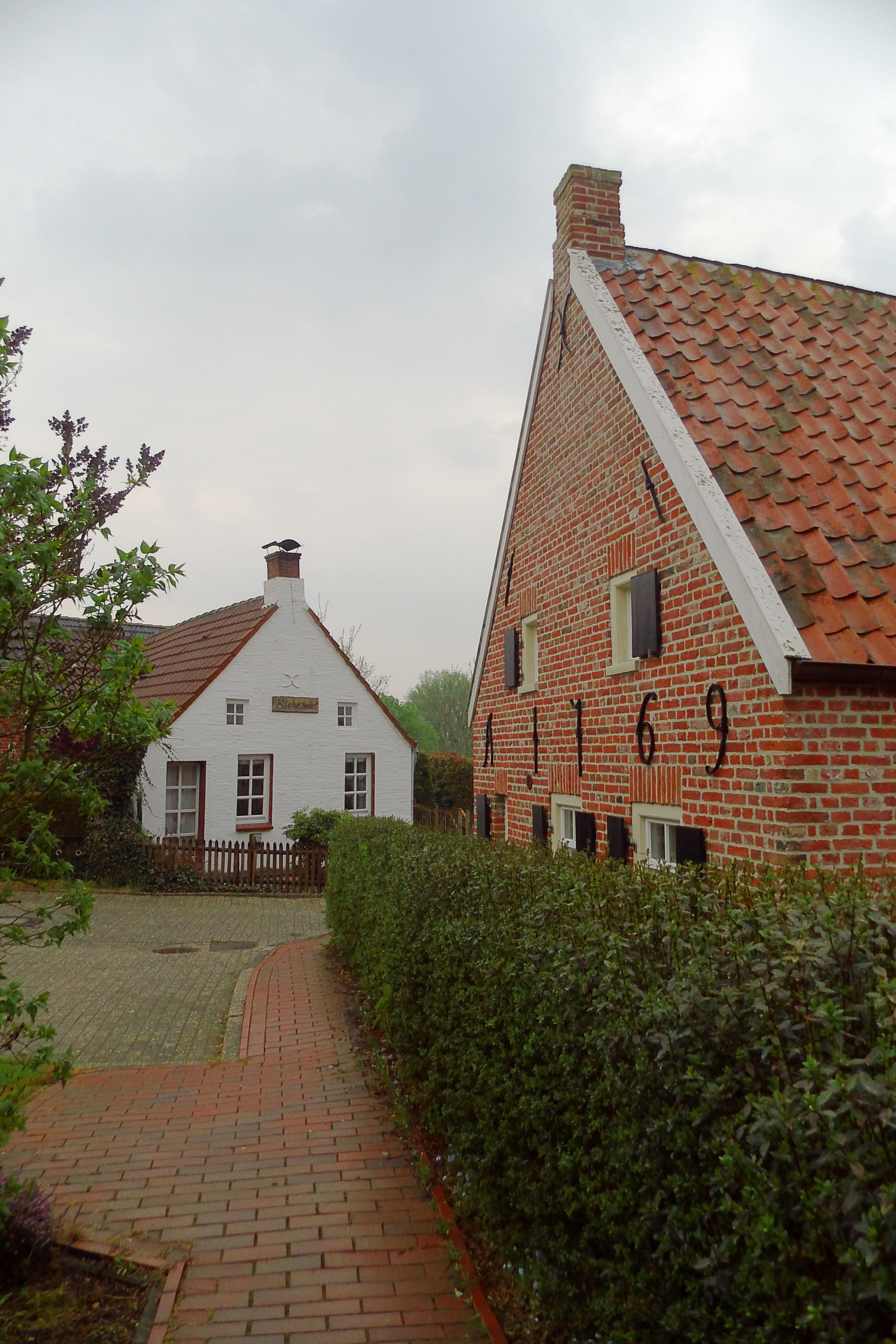
Historische Wohnhäuser (rechts: ein typisches Landgebräucherhaus von 1769)

## Verkehrsanbindung
Durch Manslagt führt die Kreisstraße 233 (Landkreis Aurich), die ausschließlich über Krummhörner Gemeindegebiet führt und das Fischerdorf Greetsiel mit Groothusen verbindet. Der nächste Autobahnanschluss (A 31) ist 13 Kilometer entfernt und befindet sich in Emden.
Die Manslagter Bushaltestelle, die am westlichen Rand des Kerndorfes liegt, wird mehrmals täglich von einem Bus der Linie 421 des Verkehrsverbundes Ems-Jade angefahren. Die Linie 421 verbindet Manslagt in nördlicher Richtung über Pilsum mit Greetsiel. Dort gibt es einen Anschluss nach Norden (Ostfriesland). In südlicher Richtung führt sie über Groothusen und Woquard (Umsteigemöglichkeit in die Linie 422 in Richtung Emden Hauptbahnhof) zum Zentralen Omnibusbahnhof in Pewsum. Der nächstgelegene Bahnhof befindet sich in Emden. Manslagt hatte einen Haltepunkt an der Kreisbahn Emden–Pewsum–Greetsiel, welche im Mai 1963 den Betrieb einstellte und danach demontiert wurde.
Das Manslagter Tief besitzt eine Länge von rund 2,5 Kilometer. Durch das Tief verfügt Manslagt über eine Anbindung an das ostfriesische Kanalnetz. Das Tief beginnt östlich des Ortskerns und fließt zwischen Manslagt und Visquard dem Neuen Greetsieler Sieltief zu, das die Verbindung mit Greetsiel einerseits sowie letztlich mit Emden andererseits darstellt. Es gehört zum dichtmaschigen Netz des Krummhörner Wasserstraßensystems und verfügt östlich des Dorfkerns über einen kleinen Anleger, von dem aus Wasserwanderungen unter anderem nach Greetsiel, Hinte und Emden möglich sind. Allerdings ist nur ein unmotorisiertes Befahren des Tiefs gestattet. Seine durchschnittliche Breite beträgt sechs, seine Tiefe 0,8 Meter.
Durch Manslagt führt der Radwanderweg Krummhörn-Tour, der alle 19 Dörfer der Krummhörn miteinander verbindet und insgesamt 63 Kilometer lang ist.

## Persönlichkeiten
- Menso Poppius, reformierter Prediger
- Herman Mercator († 1650), reformierter Prediger
- Uko Johannis († 1691), reformierter Prediger
- Aitzo Hotetza Nieland († 1664), reformierter Prediger
- Tjarko Meyer Cramer (* 1. Juni 1780 in Manslagt; † 26. April 1812 in Rom), Historienmaler
- Karl Immer (* 1. Mai 1888 in Manslagt; † 6. Juni 1944 in Bad Meinberg), reformierter Theologe, u. a. Pfarrer in Wuppertal-Barmen, Mitglied der Bekennenden Kirche und Mitverfasser der Barmer Erklärung. Immer wurde auf dem Friedhof in Barmen-Gemarke beerdigt.
- Peter Smidt (1894–1957), Dichter und Schriftsteller
- Klaus Immer (* 9. März 1924), Politiker (SPD)